# Georg von Kreyfeld
Georg von Kreyfeld (* 1851; † nach 1899) war ein deutscher (Civil-)Ingenieur aus Halle/Saale. Er war Projektierer und Begründer und Betreiber von Straßenbahnbetrieben.

## Betriebe
1891 wurde von Kreyfeld als federführendem Ingenieur eine Konzession zum Betrieb der ersten Straßenbahnlinie in Naumburg für eine Dauer von 40 Jahren erteilt. Diese wurde aber nicht ausgeführt. Die Ringbahn wurde von ihm entworfen.
In demselben Jahr gründete er die Gesellschaft Friedrichshagener Straßenbahn von Kreyfeld & Co. für die Straßenbahn Berlin (-Friedrichshagen) und erhielt die Konzession zum Bau einer Pferdebahn-Linie in Stendal. sowie eine Konzession der Stadt Elbing zum Bau und Betrieb einer elektrischen Straßenbahn, die von AEG ausgeführt wurde.
1892 begann der Bau der Döbelner Pferdestraßenbahn.
Georg von Kreyfeld wurde auch mit der Planung der Südstormarnschen Kreisbahn beauftragt.

## Gebäude
Von Kreyfeld entwarf 1891 das Depot der Dampfstraßenbahn Friedrichshagen, Josef-Nawrocki-Straße 11, Ställe und Wohnhaus.

## Publikationen
- Privatanschlussbahn für die Thüringer Wollgarnspinnerei Act.-G. in Langensalza. Aufgenommen, projectirt und gezeichnet in Halle a. S. im September 1899.